# Google Fiber
Google Fiber — проєкт зі створення інфраструктури мережі широкосмугового доступу до Інтернет за допомогою оптоволоконного зв'язку. Тобто Google стає провайдером. Проєкт реалізований у двох частинах міської агломерації Канзас-Сіті (Канзас-Сіті, Міссурі, ⁣Остін (Техас), Сан-Франциско, Каліфорнія, Атланта, Джорджія, Маямі, Флорида і Канзас-Сіті, Канзас), але вже планується розширення на Канзас-Сіті Північний, Канзас-Сіті Південний, Вествуд, Вествуд Гіллс і Мишион Вудс. Місто-першопроходець вибиралося за конкурсом. Про свій вибір Google оголосила 30 березня 2011 року.
До липня 2012 року інфраструктура мережі була успішно прокладена і готова до експлуатації. Тоді ж Google озвучила тарифні плани на доступ до мережі. Було запропоновано три тарифних плани: безкоштовний широкосмуговий доступ, 1 Гбіт/с за 70 доларів в місяць, а також попередній варіант, але з ТВ-сервісом за 120 доларів на місяць. Крім доступу в Інтернет передплатники отримують 1 терабайт сховища Google Drive, а передплатники ТВ-плану отримують ще й DVR з 2 терабайтами пам'яті для запису телепередач. Примітно, що відеорекордер може записувати до 8 телеканалів одночасно, а в комплекті з ТВ-комплектом йде Nexus 7, який використовується як пульт для управління всією системою. До того ж ТВ-сервіс здатний передавати відеопотік на iPad та планшети на базі Android.

## Тарифні плани
| План                                                   | Gigabit + TV                                                                                            | Gigabit                                     | Безкоштовний Доступ В Інтернет              |
| ------------------------------------------------------ | --- | ------------------------------------------- | ------------------------------------------- |
| Ціна                                                   | $120/міс (підключення безкоштовне)                                                                      | $70/міс (підключення безкоштовне)           | $0/міс + $300 підключення платне            |
| Швидкість доступу в Інтернет (скачування/завантаження) | 1 Гбіт/с / 1 Гбит/с                                                                                     | 1 Гбіт/с / 1 Гбіт/с                         | 5 Мбіт/с / 1 Мбіт/с                         |
| Телебачення сервіс у комплекті                         | Так | Ні                                          | Ні                                          |
| Обсяг сховища в комплекті                              | 2 Тб DVR зберігання (8 одночасних записів) 1 Тб Google Drive                                            | 1 Тб Google Drive                           | Ні                                          |
| Аксесуари в комплекті                                  | планшет Nexus 7 ТВ-приставка Мережева приставка Приставка відеорекордера (DVR) Chromebook (опціонально) | Мережева приставка Chromebook (опціонально) | Мережева приставка Chromebook (опціонально) |

## Технічна специфікація
Google Fiber має пропускну здатність 1 Гбіт/с, що приблизно у 100 разів швидше, ніж у середньостатистичного американця зараз. Для порівняння, Wi-Fi 802.11n має швидкість до 600 Мбіт/с, Wi-Fi «802.11ac» — до 6,77 Гбіт/с для пристроїв, що мають 8 антен.Для бізнесу є свої пакети Business 1 Gig за 250$ місяць та Business 250 Meg за 100$ місяць.

## Міста-учасники
Активні
- Канзас-Сіті, Міссурі
- Канзас-Сіті, Канзас
- Прово, Юта
- Маямі, Флорида
- Остін (Техас)
- Сан-Антоніо,Техас
- Солт-Лейк-Сіті,Юта
- Нашвілл, Теннессі
- Сіетл, Вашингтон (штат)
- Денвер, Колорадо
- Чикаго, Іллінойс
- Окленд (Каліфорнія)
- Сан-Франциско, Каліфорнія
- Атланта, Джорджія

Заплановані
- Канзас-Сіті Північний
- Канзас-Сіті Південний
- Вествуд
- Вествуд Хіллс
- Мишион Вудс

## Гумор з боку Google
1 квітня 2012 року в День сміху компанія оголосила, що вони не використовують оптоволокно, а спеціальне їстівне волокно, яке містить все необхідне для підтримки активності, енергійності і продуктивності організму людини.